# Consultor criativo
Consultor criativo é um crédito que foi dado - principalmente no passado - aos roteiristas que consultaram um roteiro de filme. Os que recebem esse crédito no campo da televisão trabalham em estreita colaboração com um produtor executivo e roteirista / showrunner. Eles estão envolvidos no processo de redação (propondo e editando contornos / roteiros). Às vezes, recebem o crédito de consultor executivo, consultor de história ou consultor de roteiro.

"Consultor criativo" não é listado pelo Writers Guild of America como um de seus créditos padrão a serem concedidos a escritores na televisão e no cinema. A WGA desencoraja o uso de créditos não incluídos em sua lista e exige que seja obtida uma renúncia para creditar alguém como consultor criativo na televisão ou no cinema. O crédito de Tom Mankiewicz como Consultor Criativo do filme Superman de 1978 apareceu após os créditos dos roteiristas, levando a uma disputa que Mankiewicz acabou vencendo. Em 1993, os produtores de Ace Ventura: Pet Detective foram multados pelo WGA por dar ao escritor Steve Oedekerk um crédito de consultor criativo. 